# Адромискус
Адроми́скус (лат. Adromischus) — род многолетних суккулентных растений семейства Толстянковые (Crassulaceae), произрастающий на территории ЮАР и Намибии.

## Название
Родовое латинское (научное) название Adromischus происходит от др.-греч. ἁδρός, hadrós — «взрослый», «толстый» или «громоздкий» и др.-греч. μίσχος, míschos — «стебель» или, вероятнее всего «цветонос».

## Ботаническое описание

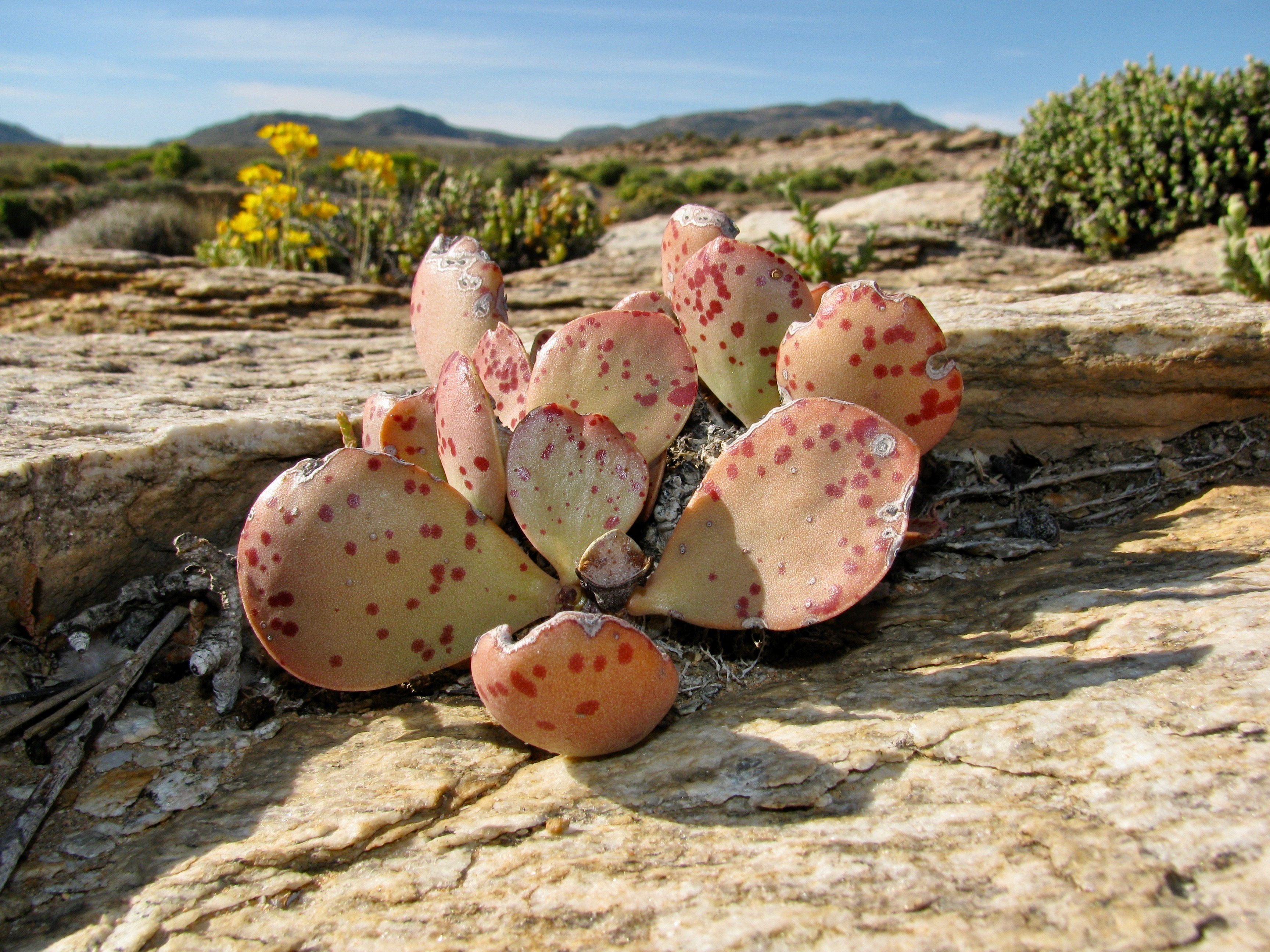
Adromischus alstonii, в естественной среде обитания

Кустарники, реже травы с ветвями, обычно имеют полегающие, иногда прямостоячие стебли, карнозные или иногда слегка деревянистые. Листья расположены спирально, но обычно собраны в плотные грозди, сидячие или черешковые, мясистые и прочные.
Соцветие обычно представляет собой колосовидный тирс, иногда разветвленный, с одной или многими монохазиями, каждая из которых содержит 1 (-5) цветков; цветонос имеется, с отчетливыми прицветниками, значительно короче листьев; цветки прямостоячие или раскидистые (у Adromischus phillipsiae висячие), 5-членные. Чашечка с 5 треугольными, резко острыми лопастями. Венчик сросшийся в трубку, раскидистые доли соединены у основания перепонкой. Тычинок 10, расположены в 2 мутовках; нити голые или мелкососочковые, сросшиеся с нижней третью трубки венчика; пыльники с концевыми придатками шаровидной или почти шаровидной формы. Плодолистиков 5, обычно свободных, постепенно сужающихся к коротким столбикам. Семена эллипсовидные, имеют разнообразную поверхность.

## Распространение

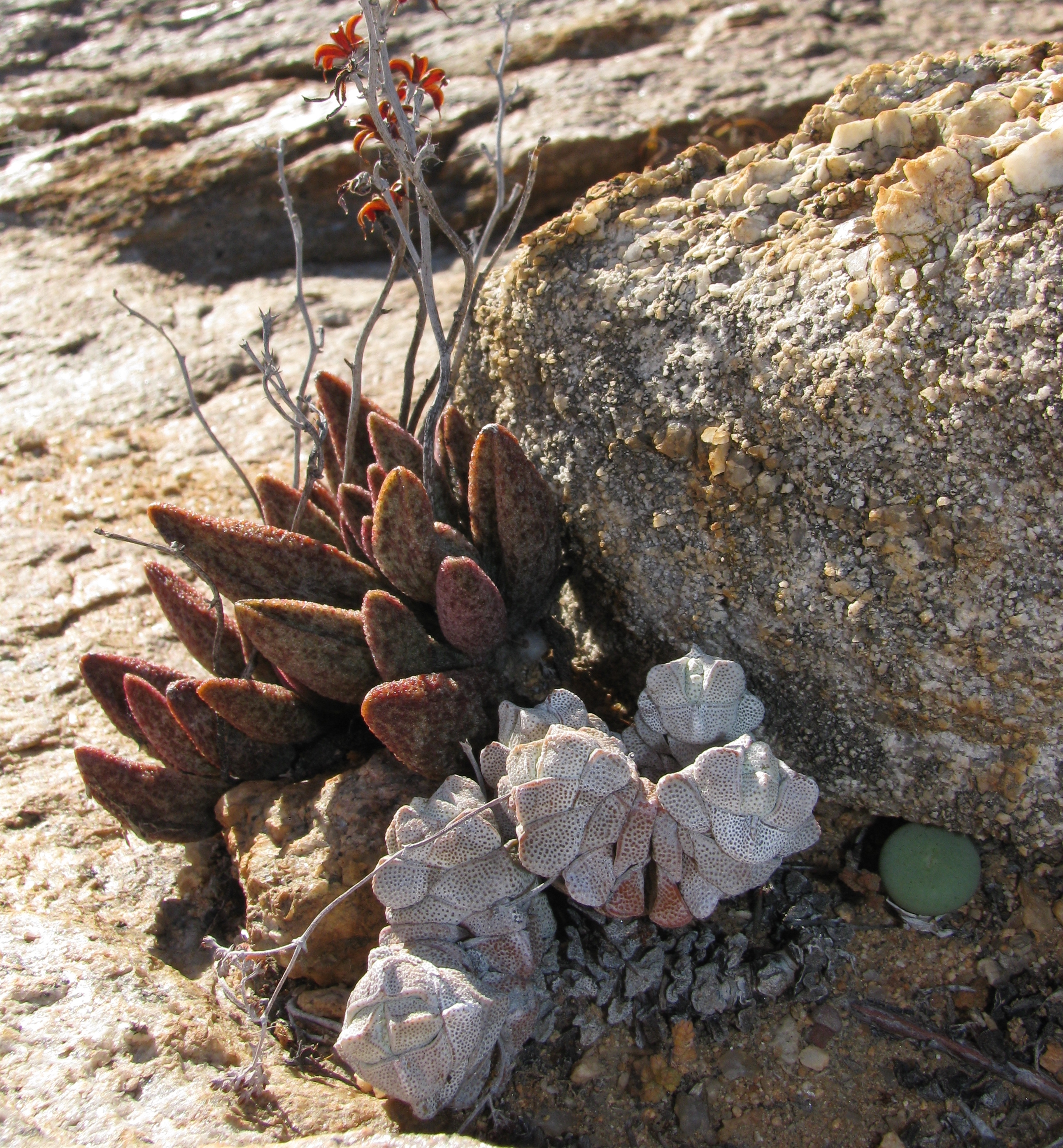
Adromischus marianiae вместе с Crassula deceptor и представителем рода Конофитум (Conophytum)

Растения часто встречаются среди других листовых суккулентов по всей южной Африке, в более засушливых районах всех провинций Южной Африки и южной Намибии.

## Классификация
Адромискус принадлежит семейству Толстянковые и тесно связан с родами Cotyledon и Tylecodon. Некоторые виды изначально описывались как виды Cotyledon. Особенно это заметно в случае Adromischus phillipsiae, единственного вида с оранжево-красными висячими цветками, напоминающими цветы Cotyledon, хотя структурно и по деталям цветки больше свойственны Adromischus.
Если рассматривать наиболее очевидные визуальные характеристики, то у Tylecodon отличаются толстые, мясистые стебли и лиственные листья, в то время как у Cotyledon и Adromischus листья остаются (если только их не допустить к сильному обезвоживанию). У Cotyledon листья располагаются противоположными парами, а у Adromischus листья закручиваются вокруг стебля; этот спиральный паттерн не всегда очевиден, но он становится более явным при этиолизации стебля. Кроме того, цветы различаются: у Cotyledon они образуют ветвистое соцветие с висячими цветками, у Tylecodon также ветвистое соцветие, но обычно с прямыми или раскидистыми цветками, а у Adromischus обычно простое колосовидное соцветие с прямыми или раскидистыми цветками (висячими у Adromischus phillipsiae).
Родовое название Adromischus было предложено Лемером в 1852 году, но мало использовалось до его реанимации в 1930 году Бергером. С тех пор это название прижилось и широко принято среди студентов и коллекционеров суккулентов.
Несколько авторитетных специалистов пытались классифицировать род и разобраться в названиях. Первые двое, К. А. Смит (C. A. Smith) и Карл фон Пёлльниц, сделали это почти одновременно и независимо друг от друга в конце 1930-х - начале 1940-х годов. Уйтевал (Uitewaal) в 1952 году предпринял первую попытку разделить род по цветочным признакам, что послужило основой для нынешнего принятого разделения на секции Хельмута Толкена (Hellmut R. Toelken).
В 1950-х и начале 1960-х годов Пол Хатчисон (Paul Hutchison) провел в США ценные исследования, работая в Ботаническом саду Калифорнийского университета в Беркли. В это время было описано несколько новых видов в журнале Общества кактусов и суккулентов США, которые были хорошо иллюстрированы как качественными фотографиями, так и рисунками. Эта работа основывалась на материалах, предоставленных Хатчисону в основном Хансом Херре (Hans Herre) и Гарри Холлом (Harry Hall).
В 1953 году Майрон Кимнак (Myron Kimnach) опубликовал тщательное исследование этого рода.
Герман Якобсен в своих крупных работах по суккулентам также стремился внести некоторый порядок в этот род. Его работы, такие как Handbook of Succulent Plants 1960 года и Succulent Lexicon 1974 года, по-прежнему остаются важным источником информации об этом роде.
Однако самую полную ревизию рода произвел Хельмут Толкен в 1978 году, которая была обновлена в 1985 году. Эта работа, опубликованная в журнале Bothalia (12. 3: 382) и в «Флоре Южной Африки» (14: 37-60), получила широкое признание среди большинства энтузиастов этого рода. Основанная на гербарных образцах и полевых исследованиях, она стала частью общего пересмотра толстянковых в южной Африке.
Хотя работа Толкена была важным шагом в систематизации и классификации, некоторые критики отмечают его неудачу в иллюстрации четырех новых видов, предложенных им. После его редакции был описан еще один новый вид, Adromischus subdistichus.

### Таксономия
Adromischus Lem., первое упоминание в Jard. FIeur. 2(Misc.): 60 (1852).

#### Синонимы
Гетеротипные (основанные на разных номенклатурных типах):
- Piturea Haw. (1828)

#### Виды
Подтвержденные виды по данным сайта Plants of the World Online на 2023 год:
- Adromischus alstonii (Schönland & E.G.Baker) C.A.Sm.
- Adromischus bicolor Hutchison[кат.]
- Adromischus caryophyllaceus (Burm.f.) Lem.
- Adromischus coleorum G.Will.
- Adromischus cooperi (Baker) A.Berger — Адромискус Купера
- Adromischus cristatus (Haw.) Lem. — Адромискус гребенчатый
- Adromischus diabolicus Toelken
- Adromischus fallax Toelken
- Adromischus filicaulis (Eckl. & Zeyh.) C.A.Sm. — Адромискус тонкостебельный
- Adromischus hemisphaericus (L.) Lem. typus — Адромискус полусферический
- Adromischus humilis (Mart.) Poelln.
- Adromischus inamoenus Toelken
- Adromischus leucophyllus Uitewaal
- Adromischus liebenbergii Hutchison
- Adromischus maculatus (Salm-Dyck) Lem. — Адромискус пятнистый
- Adromischus mammillaris (L.f.) Lem.
- Adromischus marianiae (Marloth) A.Berger
- Adromischus maximus Hutchison
- Adromischus montium-klinghardtii (Dinter) A.Berger
- Adromischus nanus (N.E.Br.) Poelln.
- Adromischus phillipsiae (Marloth) Poelln.
- Adromischus roaneanus Uitewaal
- Adromischus schuldtianus (Poelln.) H.E.Moore
- Adromischus sphenophyllus C.A.Sm.
- Adromischus subdistichus Makin ex Bruyns
- Adromischus subviridis Toelken
- Adromischus triflorus (L.f.) A.Berger
- Adromischus trigynus (Burch.) Poelln. — Адромискус трёхпестичный
- Adromischus umbraticola C.A.Sm.

## Выращивание

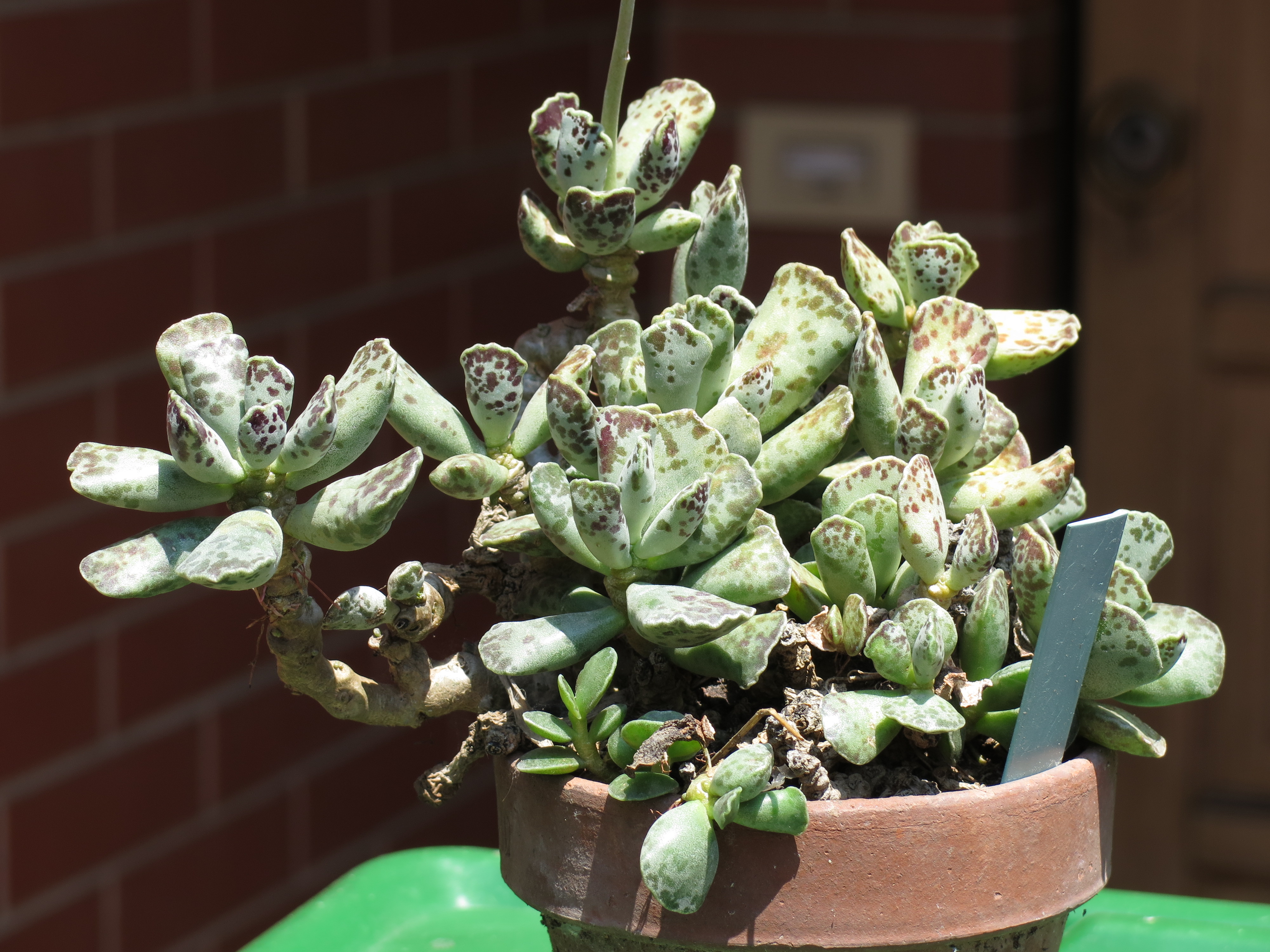
Адромискус Купера

Adromischus, как правило, относительно легко выращивать, хотя, как и у любого крупного и широко распространенного рода, есть исключения. Некоторые виды быстро образуют крупные растения, тогда как другие очень медленны в росте и требуют много лет, чтобы достичь значительных размеров. Как это обычно бывает, некоторые виды с красивой внешностью могут обладать более сложным характером.
Наблюдения основаны на опыте выращивания растений в теплице в Англии:

### Компост
В естественной среде обитания Adromischus произрастают на различных типах почв, главным образом на сланце, песчанике, граните или кварците. В домашних условиях они неприхотливы и легко адаптируются к почвенным смесям или торфяным субстратам с хорошим дренажем. Добавление примерно трети крупного песка в смесь должно обеспечить достаточный дренаж, возможно, немного больше песка для растений с клубневидными корнями, так как они часто встречаются в минимальном количестве детрита в расщелинах камней.

### Полив
Adromischus произрастают как в районах с зимними, так и с летними дождями, но при выращивании они довольно терпимы к поливу. Под стеклом они активно растут вегетативно в начале и конце года, когда дни теплые, а ночи прохладные. Летние месяцы обычно характеризуются цветением, и в это время рост стеблей замедляется. Обычно растения нуждаются в поливе круглый год, но с началом весны их можно поливать регулярно, пока подстилка остается сухой в течение нескольких дней между поливами. Недостаток влаги в периоды жары может вызвать опадение листьев как естественный механизм выживания, в то время как чрезмерный полив может привести к гниению корней, особенно у растений с клубневидными корнями, и привести к их загибанию и гибели. Необходимо найти баланс в поливе, который зависит от условий выращивания и климатических условий вашего региона.

### Свет и вентиляция
В естественной среде Adromischus начинают свое развитие в тени камней или кустарников, но многие из них затем вырастают и становятся полностью открытыми. При выращивании им необходим доступ к яркому свету, чтобы полностью раскрыть свой потенциал по форме, цвету и рисунку, особенно летом. Проблема в теплице заключается в поддержании баланса между интенсивностью света и вентиляцией: недостаточная вентиляция может привести к ожогам растений, особенно в летние месяцы, поэтому важно обеспечить хорошую циркуляцию воздуха, открывая двери и используя вентиляторы. Легкое затенение в жаркую погоду помогает растениям сохранять свежий вид и цвет. Те растения, которые медленно растут или требуют больше света, лучше всего размещать высоко в теплице, где наибольшее количество света.

### Температура
Как и многие другие растения из Южной Африки, Adromischus выдерживают низкие температуры и могут переносить заморозки, особенно если они сухие у корней и температура повышается в течение дня. Минимальная безопасная температура для них зимой составляет около 3 °C. Важно следить за состоянием листьев, чтобы они не сморщились, и при необходимости поливать растения небольшим количеством воды.

## Размножение

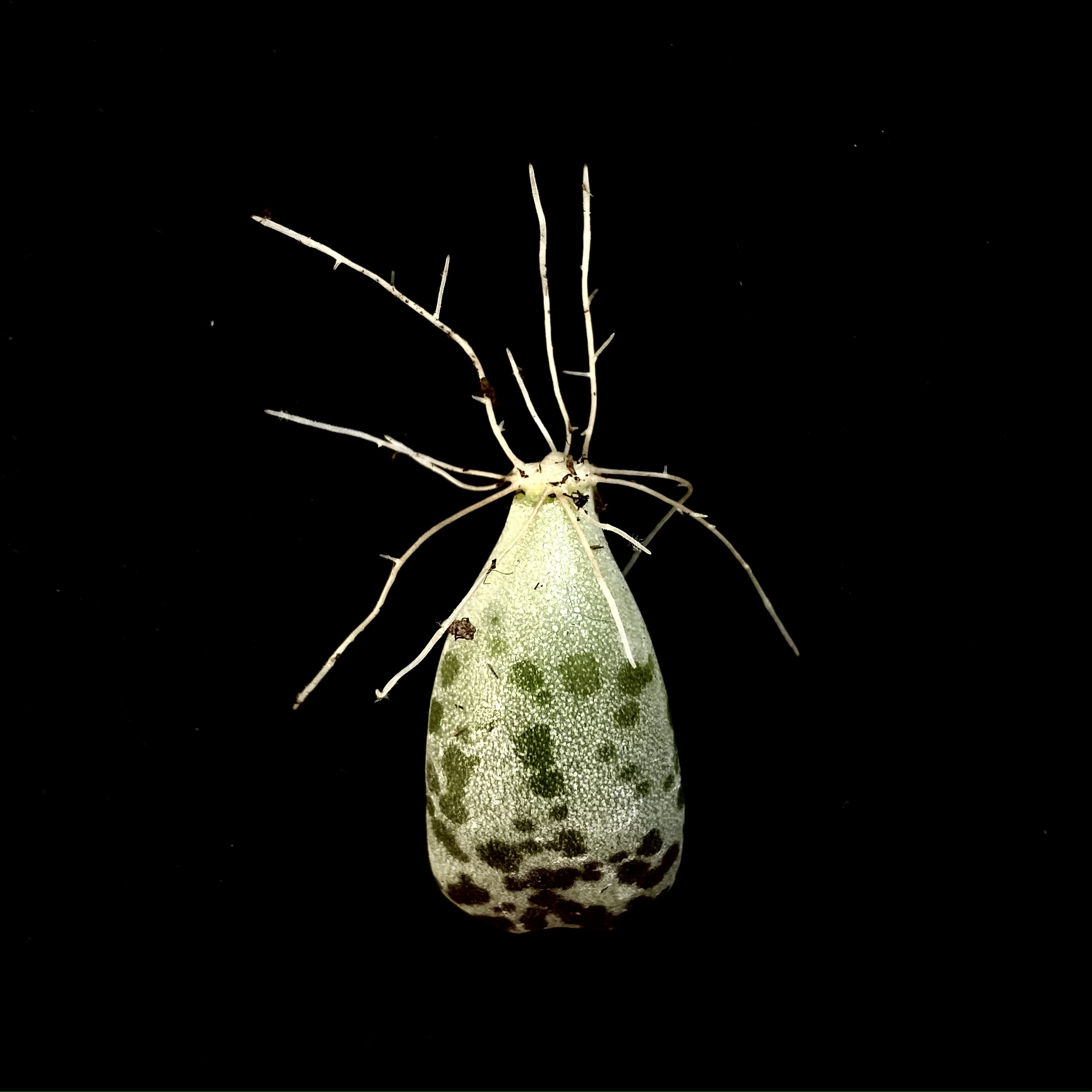
Лист Адромискуса Купера развивает придаточные корни, что позволяет размножать растение

Большинство растений легко размножаются отдельными листьями. Растения также можно выращивать из семян и стеблевых черенков, но листья являются самым популярным методом. Большинство видов легко отделяют листья, но другие могут требовать помощи ножа. Во всех случаях лист следует отделить прямо в месте соединения со стеблем, сохраняя при этом пятку. Листы можно просто положить в пустой лоток на свете (но не под прямыми солнечными лучами), пока у основания не начнут образовываться корни. После этого их можно будет пересадить в горшок, но не стоит закапывать слишком глубоко. Некоторые садоводы кладут листья на поддон с песком и затем пересаживают их в горшок после образования небольших растений.
Листья для размножения можно брать в любое время года, но лучше делать это в начале года, когда растения демонстрируют активный рост. Они укореняются быстрее при теплой почве, поэтому если листья берут зимой или в прохладную весну, небольшое дополнительное тепло может стимулировать рост. Для формирования корней потребуется несколько дней или даже недель. Когда корни достигнут нескольких миллиметров в длину, можно начинать полив. Если корни находятся над землей, листы следует перевернуть, чтобы они соприкасались с почвой.
Лишь немногие растения выращиваются из семян, за исключением тех, которые трудно размножить из листьев. Перекрестное опыление растений можно провести, перемещая пыльцу между открытыми цветками разных растений. Когда семена созреют, их можно собрать и хранить в прохладном месте. Семена лучше всего сеять ранней весной на открытой почве, следя за влажностью до прорастания. Когда саженцы достигнут нужного размера, их можно пересадить в горшки.